# 19 травня
19 травня — 139-й день року (140-й у високосні роки) в григоріанському календарі. До кінця року залишається 226 днів.

## Свята і пам'ятні дні

### Міжнародні
- День травневого сонця.
- День блокнота або День записної книжки.
- День склянки, наполовину наповненої водою.[джерело?]

### Національні
- Фінляндія: День військового прапора.
- В'єтнам: День народження Хо Ши Міна.
- Греція: День пам'яті жертв геноциду.
- США: День шоколадного десерту Devil's Food.
- Туреччина: Святкування Дня Ататюрка, молоді та спорту.

### Релігійні

#### Християнство
Католицька церква: День Блаженної Рози Чацької.
 Православна церква:
- Священномучеників Патрикія, єпископа Пруського, і з ним трьох пресвітерів: Акакія, Менандра і Полієна.
- Мученика Парфенія Жовківського, Римського.
- Мученика Калуфа Єгиптянина.
- Преподобного Іоана, єпископа Готського.

### Іменини
✙ Православні: Іван 

✝  Католицькі:

## Події
- 1051 — у французькому Реймсі короновано дочку Ярослава Мудрого — Анну Ярославну.
- 1536 — страта Анни Болейн, дружини англійського короля Генріха VIII.
- 1568 — англійська королева Єлизавета I наказала заточити в тюрму колишню шотландську королеву Марію Стюарт, котра пред'явила свої права на англійський престол.
- 1649 — Англія проголошена республікою.
- 1861 — у Сумах відкрито першу в Україні недільну школу.
- 1997 — компанія «Hewlett-Packard» випустила свій перший портативний комп'ютер, що працював під операційною системою Windows CE.
- 1998 — з національної галереї сучасного мистецтва у Римі невідомими викрадено дві картини Вінсента ван Гога і одну Поля Сезанна.
- 2005 — на конференції міністрів освіти країн Європи у Бергені (Норвегія) ухвалили рішення про приєднання України до Болонського процесу.

## Народились
Дивись також Категорія:Народились 19 травня
- 1593 — Якоб Йорданс, фламандський художник, один з видатних представників фламандського бароко.
- 1762 — Йоганн Ґотліб Фіхте, німецький філософ, представник німецької класичної філософії.
- 1782 — Іван Паскевич, російський військовий діяч українського походження (пом. 1856).
- 1881 — Мустафа Кемаль Ататюрк, турецький державний і політичний діяч, генерал, перший президент Туреччини.
- 1889 — Микола Євшан, український літературний критик, літературознавець і перекладач (пом. 1919).
- 1901 — Іцхак Кац, ізраїльський державний службовець та мистецтвознавець.
- 1909 — Женя Авербух, ізраїльська архітекторка.
- 1912 — Гаврило Глюк, український живописець (пом. 1983).
- 1921 — Свен Івар Сельдінгер, шведський лікар-радіолог, розробник техніки судинного доступу (пом. 1998).
- 1925 — Пол Пот, камбоджійський революціонер
- 1926 — Петер Цадек, німецький театральний режисер.
- 1941 — Олег Приходнюк, український археолог, доктор історичних наук, Лауреат Державної премії України в галузі науки і техніки.
- 1946 — Мікеле Плачидо, італійський актор.
- 1952 — Валерій Рибалкін, український вчений-сходознавець.
- 1963 — Гайнц Вайксельбраун, австрійський актор та режисер.
- 1989 — Позитив, український музикант.

## Померли
Дивись також Категорія:Померли 19 травня
- 1125 — Володимир Мономах, Великий князь київський, чернігівський і переяславський.
- 1126 — Микита, митрополит київський та всієї Русі.
- 1536 — Анна Болейн, королева (консорт) Англії, друга дружина Генріха VIII (з 1533), мати Єлизавети I; страчена.
- 1769 — Григорій Левицький, український художник, графік XVIII ст. Батько художника портретиста Дмитра Левицького.
- 1908 — Микола Пильчиков, український вчений, фізик-теоретик, експериментатор.
- 1912 — Болеслав Прус, польський письменник.
- 1954 — Чарльз Айвз, американський композитор.
- 1994 — Жаклін Кеннеді, дружина президента США Джона Кеннеді
- 2009 — Роберт Ферчготт, американський біохімік, лауреат Нобелівської премії з фізіології та медицини (1998)
- 2014 — Джек Бребем, австралійський гонщик, триразовий чемпіон світу в класі Формула-1.